# In pectore
In pectore, literalmente "do peito", é um termo latino empregado para designar um cardeal que o Papa nomeou e cujo nome não tornou público.
In pectore (latim para "no peito/coração") é um termo usado na Igreja Católica para uma ação, decisão ou documento que deve ser mantido em segredo. É mais frequentemente usado quando há uma nomeação papal para o Colégio dos Cardeais sem um anúncio público do nome desse cardeal. O papa reserva esse nome para si mesmo. A versão em italiano da frase — in petto — às vezes é usada. Quando o nome de um novo cardeal é anunciado ou tornado público, às vezes se diz que foi publicado.
Desde que a prática surgiu no século XVI, seu uso variou muito. Alguns papas o usaram raramente ou não o usaram, enquanto outros o usaram regularmente. Na primeira metade do século XIX, o Papa Gregório XVI nomeou metade de seus 75 cardeais In pectore e deixou vários não identificados em sua morte.

## Plano de fundo
Desde o século XV, os papas têm feito tais nomeações para administrar relações complexas entre facções dentro da Igreja, quando a publicação do nome de um novo cardeal pode provocar a perseguição do indivíduo ou de uma comunidade cristã ou, quando a identidade do novo cardeal é aberta, para sinalizar o desafio da oposição do governo ou demarcar uma posição diplomática ou moral. Ao longo dos séculos, os papas fizeram nomeações In pectore em consideração ao governo e às relações políticas em uma ampla variedade de nações, de Portugal e vários estados europeus à União Soviética e à República Popular da China.
Uma vez publicada sua nomeação, a precedência de um cardeal nomeado In pectore é determinada pela data da nomeação, não pelo anúncio. Isso reflete o princípio de que ele é cardeal desde a data anterior e que a participação no Colégio dos Cardeais depende da decisão do papa, não de qualquer cerimônia ou ritual. O anúncio permite que o cardeal receba e use os símbolos de seu cargo, use os títulos apropriados ao seu posto e desempenhe as funções específicas de um cardeal, principalmente, se qualificado, participar de um conclave papal. Se o papa morrer sem publicar uma nomeação que ele fez In pectore, a nomeação caduca.

## Histórico
No início da história do Colégio dos Cardeais, todos os cardeais nomeados foram publicados como uma coisa natural. Sob pressão para manter uma delicada rede de alianças nos últimos anos do Cisma Ocidental, a partir de 1423, Martinho V omitiu os nomes de alguns que designou cardeais, os primeiros nomeados In pectore. Um século depois, Papa Paulo III criou Girolamo Aleandro um cardeal em 22 de dezembro de 1536 e publicou seu nome em 13 de março de 1538. Paulo III mais tarde nomeou mais cinco cardeais In pectore, todos cujos nomes foram publicados dentro de alguns anos.Pio IV criou um cardeal In pectore em 26 de fevereiro de 1561 e se tornou o primeiro a deixar de publicar tal nomeação.
Embora as nomeações In pectore não fossem incomuns no século XVII, todas essas nomeações foram logo publicadas até que Inocêncio XII nomeou dois cardeais em 1699 cujos nomes nunca foram publicados. Em 26 de abril de 1773, Clemente XIV criou onze cardeais In pectore, nenhum dos quais foi publicado.
À medida que a hostilidade anticatólica entre vários governos se tornou comum, as nomeações In pectore tornaram-se muito mais comuns durante o final dos séculos XVIII e XIX. Anteriormente, casos de nomeações In pectore não publicadas ocorriam apenas quando um papa morria logo após a criação do cardeal, mas os papas começaram a esperar muito mais tempo para publicar tais nomeações, criando uma probabilidade maior de que um nome permanecesse inédito. Em 23 de junho de 1777 Pio VI criou dois cardeais In pectore e viveu mais 22 anos sem publicar seus nomes. Ao longo de 23 anos, Pio VII criou doze cardeais In pectore cujos nomes ele publicou e nenhum cujos nomes não foram publicados, embora outros dois tenham morrido antes que ele publicasse seus nomes. Leão XII fez oito nomeações In pectore em apenas seis anos e todas foram publicadas. Quando o reinado de Pio VIII terminou inesperadamente após apenas 19 meses, ele havia criado seis cardeais e outros oito In pectore cujos compromissos morreram com ele. Gregório XVI criou 81 cardeais, 29 deles In pectore, dos quais seis eram inéditos.

### Prática moderna
A frequência de nomeações In pectore diminuiu no final do século XIX. O Papa Pio IX fez apenas cinco dessas nomeações de 123 cardeais, e todas foram publicadas dentro de quatro anos da criação. O Papa Leão XIII nomeou apenas sete cardeais de 147 In pectore e todos foram publicados. O único In pectore nomeado pelo Papa Pio X foi António Mendes Belo, Patriarca de Lisboa. A República Portuguesa estabelecida em 1910 tinha adoptado políticas severamente anticlericais. A nomeação de Belo foi revelada em 25 de maio de 1914, a última vez que Pio criou cardeais três meses antes de sua morte, embora a Santa Sé não tenha reconhecido o governo de Portugal até 1919. O Papa Bento XV fez duas nomeações In pectore em 1916: uma, possivelmente Paul von Huyn, nunca foi publicada e a outra foi Adolf Bertram, um bispo alemão, cujo país estava em guerra com a Itália. Seu nome foi publicado em dezembro de 1919, após o fim da guerra. Em 1933, o Papa Pio XI criou dois cardeais In pectore: Federico Tedeschini, Núncio na Espanha, e Carlo Salotti, Secretário do Sagrada Congregação dos Ritos. Eles foram tornados públicos no consistório de 16 de dezembro de 1935. O Papa João XXIII fez três nomeações In pectore em 28 de março de 1960 e nunca os publicou.
O Papa Paulo VI fez quatro nomeações In pectore. Um deles, Iuliu Hossu, morreu sem que sua nomeação fosse publicada, embora Paulo o tenha revelado alguns anos depois. Paulo fez In pectore nomeações de Štěpán Trochta em 28 de abril de 1969, publicado em 5 de março de 1973, e František Tomášek em 24 de maio de 1976, publicado em 22 de junho de 1977. No caso de Joseph Marie Trinh-nhu-Khuê, Paulo fez a nomeação In pectore em 28 de abril de 1976, ao anunciar seu próximo consistório. Quando o governo do Vietnã concedeu a Trinh-Nhu-Khuê um visto para viajar a Roma, Paulo publicou a nomeação como uma surpresa ao ter o nome de Trinh-Nhu-Khuê chamado como o último dos vinte cardeais criados naquele consistório em 24 de maio.
O Papa João Paulo II nomeou quatro cardeais In pectore, três dos quais ele revelou mais tarde: Ignatius Kung Pin-mei, bispo de Xangai, República Popular da China, nomeado In pectore em 30 de junho de 1979, publicado em 29 de maio de 1991; Marian Jaworski, Arcebispo de Lviv, Ucrânia; e Jānis Pujāts de Riga, Letônia, ambos nomeados In pectore em 21 de fevereiro de 1998, e ambos publicados em 29 de janeiro de 2001. João Paulo criou o quarto em 2003, mas nunca revelou o nome, então a nomeação expirou com a morte do papa. Se o nome tivesse sido descoberto no testamento do papa, essa "publicação póstuma" não teria mudado isso.

### Papas
Seis cardeais que mais tarde foram eleitos papas foram criados cardeais In pectore. Em cada caso, a publicação seguiu de perto a sua nomeação. Eles eram:
- Papa Alexandre VI, nascido Rodrigo de Borja, nomeado In pectore em 20 de fevereiro de 1456, publicado em 17 de setembro de 1456 por Papa Calisto III
- Papa Leão X, nascido Giovanni di Lorenzo de Medici, nomeado In pectore em 9 de março de 1489, publicado em 26 de março de 1492 por Papa Inocêncio VIII
- Papa Inocêncio X, nascido Giovanni Battista Pamphilj, nomeado In pectore em 30 de agosto de 1627, publicado em 16 de novembro de 1629 por Papa Urbano VIII[35]
- Papa Bento XIV, nascido Prospero Lorenzo Lambertini, nomeado In pectore em 9 de dezembro de 1726, publicado em 30 de abril de 1728 por Papa Bento XIII[36]
- Papa Gregório XVI, nascido Bartolomeo Alberto Cappellari, nomeado In pectore em 21 de março de 1825, publicado em 13 de março de 1826 por Papa Leão XII[37]
- Papa Pio IX, nascido Giovanni Maria Mastai-Ferretti, nomeado In pectore 23 de dezembro de 1839, publicado em 14 de dezembro de 1840 por Papa Gregório XVI[38]

## Na cultura popular
Em The Shoes of the Fisherman (1963), de Morris West, um ucraniano, Kiril Pavlovich Lakota, chega a Roma e é revelado que foi nomeado cardeal In pectore pelo papa anterior.
Em Vaticano: Um romance (1986) de Malachi Martin, um papa em seu leito de morte revela que ele havia nomeado o personagem central, Richard Lansing, um cardeal In pectore.
Em O Cardeal Secreto (2007), de Tom Grace, o papa convoca o afilhado de um cardeal, o ex-Seal da Marinha Nolan Kilkenny, para resgatar um prelado chamado cardeal In pectore vinte anos antes de uma prisão chinesa.
Em Conclave (2016) de Robert Harris, Vincent Benítez, um filipino servindo como arcebispo de Bagdá, chega pouco antes do início de um conclave com um documento que prova que ele foi nomeado cardeal In pectore pelo falecido papa. Para explicar esse procedimento incomum, Harris fez o reitor do Colégio dos Cardeais lembrar a um cardeal que o falecido papa "revisou a lei canônica sobre as nomeações In pectore pouco antes de morrer".